# La Soledad Caballo Rucio
La Soledad Caballo Rucio är en ort i Mexiko.   Den ligger i kommunen Santa María Yucuhiti och delstaten Oaxaca, i den sydöstra delen av landet, 300 km sydost om huvudstaden Mexico City. La Soledad Caballo Rucio ligger 1 804 meter över havet och antalet invånare är 215.
Terrängen runt La Soledad Caballo Rucio är bergig österut, men västerut är den kuperad. Runt La Soledad Caballo Rucio är det ganska glesbefolkat, med 39 invånare per kvadratkilometer. Närmaste större samhälle är Putla Villa de Guerrero, 13,4 km väster om La Soledad Caballo Rucio. I omgivningarna runt La Soledad Caballo Rucio växer i huvudsak städsegrön lövskog.